# Giovanni Verità
Giovanni Verità, detto "don Zvàn" (Modigliana, 18 febbraio 1807 – Modigliana, 26 novembre 1885), è stato un presbitero italiano, critico del potere temporale detenuto dal Papa durante il Risorgimento.

## Biografia
Ordinato sacerdote nel 1829, iscritto alla Giovine Italia l'anno seguente, si schierò apertamente con i carbonari e partecipò a diverse rivolte popolari, motivo per cui la sua figura fu molto discussa.
Don Giovanni aiutò, durante il Risorgimento, moltissimi cospiratori, recuperandoli grazie a finte battute di caccia nelle foreste intorno a Modigliana, (dal 1923 trasferita alla Regione Emilia Romagna provincia di Forlì) divenuta luogo di fuga - in quanto (fino al 1859) appartenente al più tollerante Granducato di Toscana - per i patrioti inseguiti dalle guardie dello Stato Pontificio.
Il sacerdote aiutò la fuga di Giuseppe Garibaldi e di Giovanni Battista Culiolo (alias "capitano Leggero"), suo luogotenente, inseguiti dagli austriaci. La notte del 21 agosto 1849 don Giovanni li incontrò sul monte Trebbio e poi li nascose in casa propria a Modigliana, da dove poterono poi raggiungere Cala Martina (Golfo di Follonica, comune di Scarlino) per imbarcarsi.
Quando morì, il 26 novembre del 1885, gli furono negati i funerali religiosi, vista la sua non obbedienza al Papa.
La sua casa natale ospita oggi il «Museo Comunale Don Giovanni Verità», dedicato alla sua figura.